# Juventus Football Club 2015-2016
Questa voce raccoglie le informazioni riguardanti la Juventus Football Club nelle competizioni ufficiali della stagione 2015-2016.

## Stagione
(Gianluigi Buffon sulla rimonta-scudetto, 25 aprile 2016)
L'estate 2015 segna un corposo rinnovamento della squadra bianconera. Considerato concluso il ciclo aperto nel 2011, capace di portare quattro scudetti consecutivi nella bacheca juventina, la società opta per un robusto svecchiamento dei ranghi: date le partenze di alcuni dei protagonisti nei successi delle precedenti stagioni, Llorente, Pirlo, Tévez e Vidal, nonché di vari punti fermi tra le seconde linee quali Pepe e Storari, arrivano agli ordini del confermato Allegri calciatori di esperienza quali l'ala colombiana Cuadrado, il centrocampista tedesco Khedira e l'ariete croato Mandžukić, affiancati a elementi inizialmente meno noti come il terzino brasiliano Alex Sandro, o promettenti giovani quali l'attaccante argentino Dybala – l'acquisto più oneroso del mercato bianconero in quest'annata – e due prospetti italiani, il difensore Rugani e la punta Zaza.

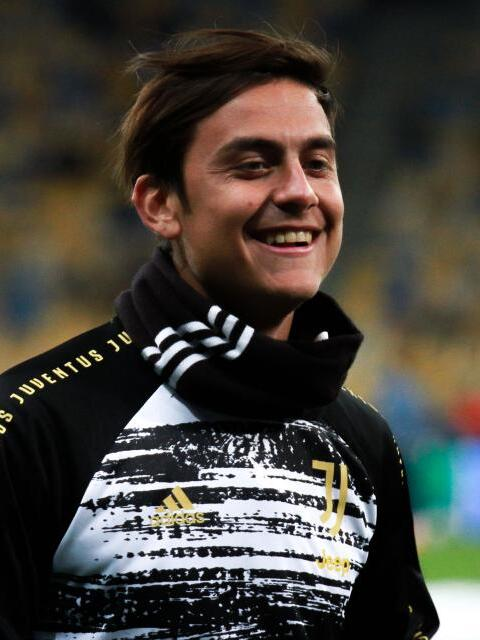
Il neoacquisto argentino Paulo Dybala (qui nel 2020), nonostante la giovane età, diventa presto tra i punti fermi della rinnovata squadra bianconera.

La nuova Juventus debutta l'8 agosto 2015 a Shanghai, aggiudicandosi la sua 7ª Supercoppa italiana dopo aver battuto la Lazio grazie a un 2-0 a opera dei neoacquisti Mandžukić e Dybala. Meno positivo è invece l'avvio in Serie A, coi bianconeri che escono sconfitti dagli impegni agostani delle prime due giornate, rispettivamente, contro Udinese e Roma: per la prima volta nella sua storia la Vecchia Signora perde la prima di campionato davanti al proprio pubblico, mentre con la sconfitta nella successiva trasferta capitolina incappa in un record negativo mai accadutole prima dall'istituzione del girone unico, e con il solo precedente della Prima Categoria 1912-1913. Per i successivi due mesi la formazione torinese – rallentata sia dalla necessità di assemblare un nuovo gruppo di giocatori, sia da numerosi problemi fisici in cui incappa la rosa (su tutti lo stop cui è temporaneamente costretto Lichtsteiner, causa un'aritmia benigna risolta con un intervento di ablazione al cuore) – non riesce a invertire questo trend: la prima vittoria della stagione arriva solo alla quarta giornata, sul campo del Genoa, cui segue un andamento altalenante culminato nella sconfitta esterna del 28 ottobre contro il Sassuolo, che dopo dieci turni fa scivolare i campioni uscenti all'undicesimo posto della graduatoria nonché a −11 dalla vetta, portando in questa fase vari addetti ai lavori a escluderli anticipatamente dalla lotta di vertice oltreché a bocciare frettolosamente il progetto di rinnovamento deciso dalla società.
Tuttavia proprio da qui i piemontesi – nel frattempo ricompattatisi a livello di spogliatoio e tornati tatticamente ad affidarsi, dopo infruttuosi esperimenti, a quel 3-5-2 alla base del precedente quadriennio di successi – iniziano a risalire la china inanellando una serie di vittorie che già alla sosta natalizia li riporta tra le pretendenti al titolo; spinta anche dalla crescita del ventiduenne Dybala, presto divenuto tra i punti fermi dell'undici titolare, con il successo di Marassi sulla Sampdoria la Juventus chiude il girone di andata al secondo posto, a –2 dal Napoli campione d'inverno, proseguendo poi la sua striscia vincente fino allo scontro diretto coi partenopei di Sarri, il 13 febbraio 2016 a Torino, quando l'1-0 siglato da Zaza allo scadere vale ai padroni di casa il quindicesimo successo consecutivo – la più lunga serie vincente della storia bianconera –, che per la prima volta in stagione li porta in testa alla classifica. Nelle settimane seguenti i piemontesi legittimano il primato grazie soprattutto a una retroguardia ermetica che, contando sulle prestazioni di Buffon e della linea difensiva BBC (Barzagli-Bonucci-Chiellini) ormai divenuta tra le più note della storia bianconera – e che seppur meno compatta rispetto al passato causa infortuni, trova in elementi quali Alex Sandro e Rugani delle valide alternative –, permette al capitano di stabilire il nuovo primato d'imbattibilità del massimo campionato italiano per un portiere (974'), e alla squadra di inanellare 10 gare consecutive senza subire reti, record della massima serie italiana; la striscia viene interrotta da un rigore del torinista Belotti in occasione del derby del 21 marzo, vinto 4-1.
Parallelamente al campionato, il 23 marzo 2016 viene inaugurato il J-Medical, centro medico di proprietà della società e adiacente lo Stadium.

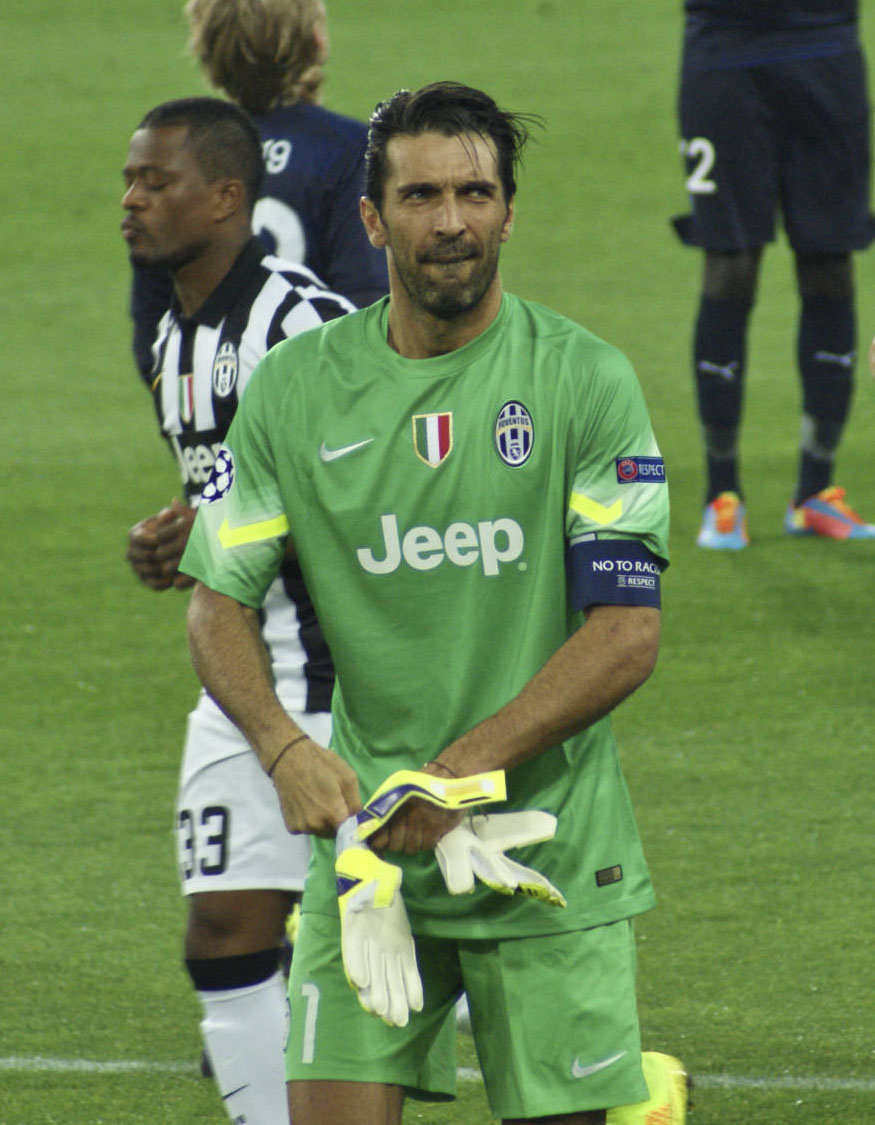
Tra la 19ª e la 30ª giornata Gianluigi Buffon (qui nel 2014) stabilisce con 974' il record assoluto d'imbattibilità del campionato italiano, superando dopo 90 anni i 934' detenuti da un altro juventino, Gianpiero Combi.

Gli uomini di Allegri compiono il decisivo allungo verso il titolo nel mese di aprile, approfittando di una crisi di risultati del Napoli che permette così ai bianconeri di distanziarli in maniera definitiva, riconfermandosi de facto campioni d'Italia con il successo 2-1 nell'accesa e convulsa trasferta di Firenze del 24 aprile – risoltasi nei minuti finali, con il gol-scudetto di Morata e un calcio di rigore parato da Buffon –, e festeggiato matematicamente il giorno dopo grazie alla sconfitta degli azzurri sul campo della Roma: portando a conclusione una rimonta-record apparsa per lunghi tratti proibitiva, sia giornalisticamente sia statisticamente – «nessuno, nella storia era risalito dal baratro in cui era sprofondata la Juve d'inizio stagione; nessuno aveva mai infilato la stratosferica serie di 24 vittorie su 25 seguita a quell'avvio infelice; nessuno, nemmeno il grande Zoff, aveva saputo chiudere la sua porta tanto a lungo quanto il Buffon di questo campionato» –, dopo 81 anni la Juventus bissa il suo Quinquennio d'oro divenendo inoltre la prima squadra, nella storia del calcio italiano, a mettere assieme due diverse serie vincenti di cinque campionati consecutivi.
Più lineare il cammino juventino nelle coppe. In Champions League, in un equilibrato girone che oltre ai finalisti della precedente edizione vede gli inglesi del Manchester City, gli spagnoli del Siviglia detentori dell'Europa League e i tedeschi del Borussia M'gladbach, i piemontesi ottengono la matematica qualificazione alla fase a eliminazione diretta con una giornata di anticipo, grazie alla vittoria interna del 25 novembre 2015 sui mancuniani; tuttavia la sconfitta rimediata all'ultima giornata sul campo di Siviglia relega i bianconeri al secondo posto del proprio raggruppamento e all'accoppiamento, negli ottavi di finale, con un club di prima fascia, i teutonici del Bayern Monaco. Nel doppio confronto i torinesi riescono a ridurre la forbice con i favoriti bavaresi, non riuscendo tuttavia a superare il turno: dopo aver recuperato due reti nella gara di andata allo Stadium, nel ritorno all'Allianz Arena gli uomini di Allegri sono a lungo virtualmente qualificati fin quando subiscono al 90' il gol che porta il confronto ai supplementari, dove la squadra di Guardiola ha la meglio per 4-2 estromettendo così gli italiani dalla competizione.
In Coppa Italia la Juventus inizia la propria campagna di difesa del trofeo dagli ottavi di finale, dove allo Stadium supera di goleada i concittadini del Torino, ottenendo poi l'accesso alle semifinali con il successo nei quarti in casa della Lazio, battuta con il minimo scarto grazie alla goal-line technology. Più complicata si rivela la semifinale, un doppio derby d'Italia con l'Inter: nonostante la vittoria 3-0 maturata nell'andata allo Stadium, i bianconeri non riescono a gestire il vantaggio nella sfida di ritorno a San Siro, cedendo con il medesimo rovescio all'undici di Mancini e traghettando così il confronto sino ai tiri di rigore prima di avere la meglio dei nerazzurri e assicurarsi la loro seconda finale consecutiva nella manifestazione – cosa che non accadeva dai tempi del Trio Magico, 56 anni addietro. Nella decisiva sfida del 21 maggio all'Olimpico di Roma, la Juventus vince la sua undicesima Coppa Italia e seconda consecutiva, superando 1-0 il Milan grazie a un gol di Morata arrivato nel secondo tempo supplementare: così facendo i torinesi sono i primi, nella storia del calcio italiano, a conquistare due double nazionali di fila; chiudendo infine l'annata con in bacheca tutti e tre i trofei stagionali (campionato, coppa e supercoppa nazionale) organizzati dalla Lega Serie A, i bianconeri inanellano il loro primo treble nazionale.

## Divise e sponsor
Per quanto concerne la fornitura tecnica, dopo dodici anni la Juventus chiude il rapporto con Nike accordandosi, a partire da questa stagione, con adidas; un passaggio di consegne già ufficializzato a suo tempo nel 2013. Come sponsor ufficiale permane, per il quarto anno, la casa automobilistica Jeep. A fronte dei successi sportivi maturati nella stagione precedente, per la terza volta nella storia bianconera (come già nel 1960-1961 e nel 1995-1996) compaiono assieme, sulle maglie, lo scudetto e la coccarda tricolore. Inoltre, sempre sopra le proprie uniformi, per la prima volta il club sceglie di mostrare anche la terza stella, che assieme alle altre due va a sormontare lo stemma societario.
Per il suo esordio assoluto con la squadra torinese, il marchio tedesco disegna una prima divisa caratterizzata da una palatura piuttosto fitta della maglia – sono ben 11 le strisce, 6 nere e 5 bianche –, adottando inoltre una particolare cucitura che conferisce a esse un effetto zigzag; la zona posteriore della casacca è invece contraddistinta da un grande pannello bianco sulla schiena, atto a contenere nomi e numeri dei giocatori. Il tutto è accompagnato a pantaloncini e calzettoni, come da tradizione, bianchi. Eccezionalmente, in occasione dell'incontro della 38ª e ultima giornata del campionato di Serie A, giocato allo Stadium contro la Sampdoria, e della finale di Coppa Italia, giocata all'Olimpico di Roma contro il Milan, la Juventus scende in campo con la divisa casalinga della stagione 2016-2017.
| Casa | Casa (maggio 2016) | Trasferta | Terza divisa |

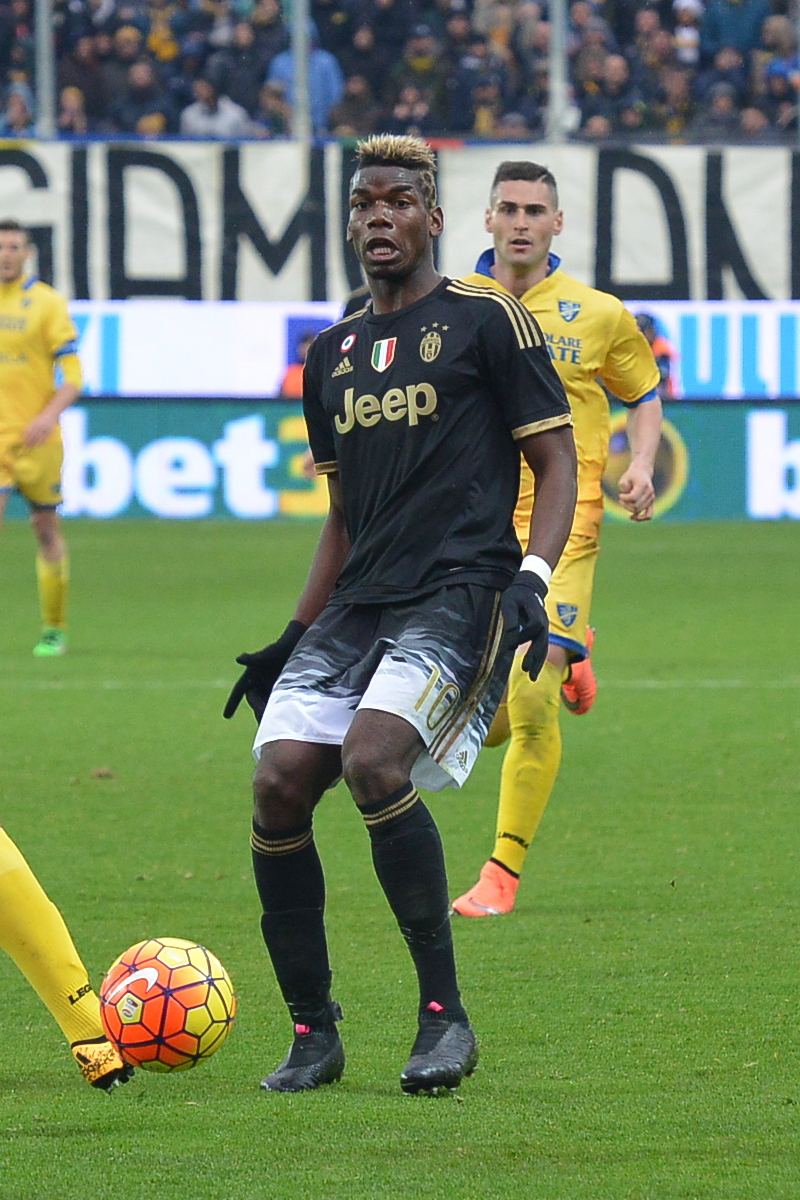
Paul Pogba in azione nella trasferta di Frosinone con la terza divisa juventina della stagione, nera con dettagli bianco-oro.

Per la seconda uniforme viene invece rispolverato lo storico completo casalingo utilizzato dai calciatori juventini sino al 1903, quando questi scendevano in campo vestiti di rosanero. L'originaria camicia rosa d'inizio Novecento è stata reinterpretata da adidas con l'apposizione di una fascia sul petto, composta da righe bianche e rosa scuro, un dettaglio a sua volta richiamato sui calzettoni; neri, invece, i pantaloncini. La terza uniforme consiste invece in una maglia nera con bordini e dettagli – compreso lo stemma del club – in oro, pantaloncini che sfumano nel bianconero, e calzettoni bianchi. Questa fa parte della collezione spark in the night che lega sei dei club più vincenti d'Europa (oltre alla Juve, Bayern Monaco, Chelsea, Manchester Utd, Milan e Real Madrid) vestiti nella stagione 2015-2016 da adidas: uniformi accomunate dall'uso di un colore scuro di base, e disegnate con l'intento di rendere omaggio alla storia, ai tifosi e alle città d'origine delle succitate formazioni. Tutte e tre le divise juventine recano inoltre, come personalizzazione, un elemento stilistico che riprende il design della copertura esterna dello Juventus Stadium: una bordatura inferiore sulle maglie home e away (nera sulla prima, bianca sulla seconda), e un pattern sui pantaloni della third.
Infine, per gli estremi difensori è stata ideata una maglia troncata declinabile in varie colorazioni. In particolare la prima opzione, che utilizza il nero per la zona di spalle e maniche, e il grigio per il resto del busto, riprende la storica uniforme indossata da Dino Zoff nelle sue ultime stagioni juventine, nei primi anni 1980, e poi mantenuta dai suoi eredi in porta per quasi tutto il resto di quel decennio. A questa si affiancano tre varianti monocromatiche, che ricorrono a diversi toni di verde, giallo e blu. Similmente con quanto avvenuto con i calciatori di movimento, anche i portieri juventini scendono eccezionalmente in campo sul finire dell'annata con la divisa della stagione 2016-2017.
| 1ª portiere | 1ª portiere (maggio 2016) | 2ª portiere | 3ª portiere | 4ª portiere |

## Organigramma societario
ORGANI DI AMMINISTRAZIONE E CONTROLLO
Consiglio di Amministrazione
- Presidente: Andrea Agnelli
- Presidenti onorari: Giampiero Boniperti e Franzo Grande Stevens
- Vicepresidente: Pavel Nedvěd (dal 23 ottobre 2015)
- Amministratore delegato - CFO: Aldo Mazzia
- Amministratore delegato - Direttore generale Sport: Giuseppe Marotta
- Amministratori: Maurizio Arrivabene, Giulia Bongiorno, Paolo Garimberti, Assia Grazioli-Venier, Pavel Nedvěd, Enrico Vellano e Camillo Venesio (fino al 23 ottobre 2015); Maurizio Arrivabene, Giulia Bongiorno, Paolo Garimberti, Assia Grazioli-Venier, Caitlin Hughes, Daniela Marilungo, Francesco Roncaglio ed Enrico Vellano (dal 23 ottobre 2015).

Collegio Sindacale
- Presidente: Paolo Piccatti
- Sindaci effettivi: Roberto Longo, Silvia Lirici
- Sindaci supplenti: Roberto Petrignani, Nicoletta Parracchini

AREE E MANAGEMENT
Area gestione aziendale
- Direttore finanziario: Aldo Mazzia
- Direttore finanza, pianificazione e controllo: Marco Re
- Direttore risorse umane e organizzazione: Alessandro Sorbone
- Responsabile gestione e controllo investimenti immobiliari: Riccardo Abrate
- Direttore servizi legali e controllo del rischio: Fabio Tucci

Area marketing
- Responsabile marketing: Alessandro Sandiano
- Responsabile contabilità: Alberto Mignone
- Responsabile eventi e museo: Alessandro Sandiano
- Responsabile partenariato globale: Nicola Verdun

Area comunicazione
- Direttore comunicazioni e pubbliche relazioni: Claudio Albanese
- Responsabile information technology: Claudio Leonardi
- Internal audit senior manager: Luigi Bocchio
- Direttore controllo interno: Alessandra Borelli
- Direttore digital media: Federico Palomba
- Direttore ufficio stampa: Enrica Tarchi
- Addetto stampa sportivo: Luca Casassa
- Addetto stampa junior: Cristina Demarie
- Responsabile comunicazioni corporate e media operations: Gabriella Ravizzotti

Area organizzativa
- Segretario sportivo: Francesco Gianello
- Team manager: Matteo Fabris

Area sanitaria
- Responsabile settore medico: Fabrizio Tencone
- Responsabile sanitario: Andrea Causarano
- Medico sociale: Luca Stefanini
- Rieducatore massofisioterapista: Marco Luison
- Riatletizzatore: Stefano Grani
- Massofisioterapisti: Maurizio Delfini, Dario Garbiero, Francesco Pieralisi, Emanuele Randelli e Gianluca Scolaro
- Nutrizionista: Matteo Pincella
- Chiropratico: Elio Cavedoni

Area sportiva
- Direttore sportivo: Fabio Paratici
- Segretario generale: Maurizio Lombardo

Area tecnica
- Allenatore: Massimiliano Allegri
- Allenatore in seconda: Marco Landucci
- Collaboratori tecnici: Maurizio Trombetta, Aldo Dolcetti, Emilio Doveri, Roberto Bosco
- Preparatore dei portieri: Claudio Filippi
- Responsabile preparazione atletica: Simone Folletti
- Preparatori atletici: Andrea Pertusio, Duccio Ferrari Bravo, Antonio Gualtieri
- Responsabile Training Check: Roberto Sassi

## Rosa
Rosa e numerazione sono aggiornate al 7 febbraio 2016.
| N. |                     | Ruolo | Calciatore                        |
| -- | ------------------- | ----- | --------------------------------- |
| 1  | Italia (bandiera)   | P     | Gianluigi Buffon (capitano)       |
| 2  | Cile (bandiera)     | C     | Mauricio Isla                     |
| 3  | Italia (bandiera)   | D     | Giorgio Chiellini (vice capitano) |
| 4  | Uruguay (bandiera)  | D     | Martín Cáceres                    |
| 6  | Germania (bandiera) | C     | Sami Khedira                      |
| 7  | Italia (bandiera)   | A     | Simone Zaza                       |
| 8  | Italia (bandiera)   | C     | Claudio Marchisio                 |
| 9  | Spagna (bandiera)   | A     | Álvaro Morata                     |
| 10 | Francia (bandiera)  | C     | Paul Pogba                        |
| 11 | Francia (bandiera)  | A     | Kingsley Coman                    |
| 11 | Brasile (bandiera)  | C     | Hernanes                          |
| 12 | Brasile (bandiera)  | D     | Alex Sandro                       |
| 14 | Spagna (bandiera)   | A     | Fernando Llorente                 |
| 15 | Italia (bandiera)   | D     | Andrea Barzagli                   |
| 16 | Colombia (bandiera) | A     | Juan Cuadrado                     |

| N. |                      | Ruolo | Calciatore           |
| -- | -------------------- | ----- | -------------------- |
| 17 | Croazia (bandiera)   | A     | Mario Mandžukić      |
| 18 | Gabon (bandiera)     | C     | Mario Lemina         |
| 19 | Italia (bandiera)    | D     | Leonardo Bonucci     |
| 20 | Italia (bandiera)    | C     | Simone Padoin        |
| 21 | Argentina (bandiera) | A     | Paulo Dybala         |
| 22 | Ghana (bandiera)     | C     | Kwadwo Asamoah       |
| 24 | Italia (bandiera)    | D     | Daniele Rugani       |
| 25 | Brasile (bandiera)   | P     | Norberto Neto        |
| 26 | Svizzera (bandiera)  | D     | Stephan Lichtsteiner |
| 27 | Italia (bandiera)    | C     | Stefano Sturaro      |
| 33 | Francia (bandiera)   | D     | Patrice Evra         |
| 34 | Brasile (bandiera)   | P     | Rubinho              |
| 37 | Argentina (bandiera) | C     | Roberto Pereyra      |
| 39 | Italia (bandiera)    | A     | Andrea Favilli       |

## Calciomercato

### Sessione estiva(dal 1º/7 al 31/8)
| Acquisti         | Acquisti             | Acquisti            | Acquisti |
| R.               | Nome                 | da                  | Modalità |
| ---------------- | -------------------- | ------------------- | --- |
| P                | Norberto Neto        |                     | svincolato |
| D                | Alex Sandro          | Porto               | definitivo (26 milioni €)                                                                                               |
| D                | Daniele Rugani       | Empoli              | fine prestito |
| C                | Juan Cuadrado        | Chelsea             | prestito (1,5 milioni €)                                                                                                |
| C                | Hernanes             | Inter               | definitivo (11 milioni €) con bonus (2 milioni €)                                                                       |
| C                | Mauricio Isla        | QPR                 | fine prestito |
| C                | Sami Khedira         |                     | svincolato |
| C                | Mario Lemina         | Olympique Marsiglia | prestito (0 milioni €) con acquisizione (0,5 milioni €) del diritto di riscatto (9,5 milioni €) con bonus (1 milioni €) |
| C                | Roberto Pereyra      | Udinese             | riscatto prestito (14 milioni €)                                                                                        |
| A                | Paulo Dybala         | Palermo             | definitivo (32 milioni €) con bonus (8 milioni €)                                                                       |
| A                | Mario Mandžukić      | Atlético Madrid     | definitivo (19 milioni €) con bonus (2 milioni €)                                                                       |
| A                | Simone Zaza          | Sassuolo            | definitivo (18 milioni €)                                                                                               |
| Altre operazioni |                      |                     | |
| R.               | Nome                 | da                  | Modalità |
| P                | Francesco Anacoura   | Pontedera           | fine prestito |
| P                | Davide Barosi        | Cremonese           | definitivo |
| P                | Laurențiu Brănescu   | Haladás             | fine prestito |
| P                | Alberto Brignoli     | Ternana             | fine prestito |
| P                | Vincenzo Fiorillo    | Pescara             | fine prestito |
| P                | Vincenzo Fiorillo    | Sampdoria           | riscatto compartecipazione                                                                                              |
| P                | Alberto Gallinetta   | Gorica              | fine prestito |
| P                | Nicola Leali         | Cesena              | fine prestito |
| P                | Filippo Marricchi    | Ternana             | definitivo |
| P                | Timothy Nocchi       | Spezia              | fine prestito |
| P                | Carlo Pinsoglio      | Modena              | fine prestito |
| P                | Simone Rossin        | Perugia             | fine prestito |
| P                | Gianmarco Vannucchi  | Renate              | fine prestito |
| P                | Giacomo Volpe        | Correggese          | fine prestito |
| D                | Luca Barlocco        | Como                | fine prestito |
| D                | Luca Barlocco        | Atalanta            | riscatto compartecipazione                                                                                              |
| D                | Nazzareno Belfasti   | Feralpisalò         | fine prestito |
| D                | Nicolò Curti         | Como                | fine prestito |
| D                | Ibrahima Diallo      | Giorgione           | definitivo |
| D                | Federico Di Giovanni | Atalanta            | fine prestito |
| D                | Alberto Di Pierri    | Pro Vercelli        | fine prestito |
| D                | Francesco Ferrari    | Torino              | fine prestito |
| D                | Pol García           | Vicenza             | fine prestito |
| D                | Edoardo Goldaniga    | Perugia             | fine prestito |
| D                | Lorenzo Granatiero   | Catania             | fine prestito |
| D                | Andrea Granzotto     | Vicenza             | fine prestito |
| D                | Ahmed Gueye          | Reggiana            | fine prestito |
| D                | Matteo Liviero       | Pro Vercelli        | fine prestito |
| D                | Stefano Magnati      | Pro Vercelli        | fine prestito |
| D                | Hörður Magnússon     | Cesena              | fine prestito |
| D                | Federico Mattiello   | Chievo              | fine prestito |
| D                | Alessandro Moretti   | Pro Vercelli        | fine prestito |
| D                | Stefano Pellizzari   | Entella             | fine prestito |
| D                | Filippo Penna        | Den Bosch           | fine prestito |
| D                | Luca Santomauro      | Pro Vercelli        | fine prestito |
| D                | Frederik Sørensen    | Verona              | fine prestito |
| D                | Christian Tavanti    | Mantova             | fine prestito |
| D                | Joel Untersee        | Vaduz               | fine prestito |
| D                | Andrea Vernero       | Pro Vercelli        | fine prestito |
| D                | Claudio Zappa        | Sassuolo            | definitivo (1,5 milioni €)                                                                                              |
| C                | Stefano Antezza      | Spezia              | fine prestito |
| C                | Emil Antonacci       | Pro Vercelli        | fine prestito |
| C                | Gabriel Appelt       | Livorno             | fine prestito |
| C                | Stefano Barilli      | Reggiana            | fine prestito |
| C                | Rodrigo Bentancur    | Boca Juniors        | acquisizione (1 milioni €) del diritto di riscatto dalla stagione 2017-2018 (9,4 milioni €)                             |
| C                | Lorenzo Benucci      | Sassuolo            | prestito |
| C                | Ouasim Bouy          | Panathīnaïkos       | fine prestito |
| C                | Simone Braccini      | Romagna Centro      | fine prestito |
| C                | Marcel Büchel        | Bologna             | fine prestito |
| C                | Riccardo Capellini   | Cremonese           | prestito |
| C                | Luca Castiglia       | Pro Vercelli        | fine prestito |
| C                | Michele Cavion       | Feralpisalò         | fine prestito |
| C                | Matteo Colla         | Pro Vercelli        | prestito |
| C                | Franco Cristaldo     | Boca Juniors        | acquisizione (1 milioni €) del diritto di riscatto dalla stagione 2017-2018 (8,2 milioni €)                             |
| C                | Adrián Cubas         | Boca Juniors        | acquisizione (1 milioni €) del diritto di riscatto dalla stagione 2017-2018 (6,9 milioni €)                             |
| C                | Elio De Silvestro    | Carpi               | fine prestito |
| C                | Matteo Gerbaudo      | SPAL                | fine prestito |
| C                | Andrea Giannarelli   | Barletta            | fine prestito |
| C                | Carlo Ilari          | Catanzaro           | fine prestito |
| C                | Elvis Kabashi        | Den Bosch           | fine prestito |
| C                | Marco Laneve         | Alessandria         | fine prestito |
| C                | Federico Lerta       | Derthona            | fine prestito |
| C                | Gregorio Luperini    | Pontedera           | definitivo |
| C                | Vlad Marin           | Messina             | fine prestito |
| C                | Mattia Paparo        | Cariati             | prestito |
| C                | Fausto Rossi         | Córdoba             | fine prestito |
| C                | Andrea Schiavone     | Modena              | fine prestito |
| C                | Vykintas Slivka      | Gorica              | fine prestito |
| C                | Giovanni Specchia    | Pro Vercelli        | fine prestito |
| C                | Leonardo Spinazzola  | Vicenza             | fine prestito |
| C                | Andrés Tello         | Envigado            | riscatto prestito (1,4 milioni €)                                                                                       |
| C                | Guido Vadalá         | Boca Juniors        | prestito biennale (3,5 milioni €) con diritto di riscatto (9,4 milioni €)                                               |
| C                | Lorenzo Venturello   | Torino              | fine prestito |
| C                | Matteo Vitale        | Alessandria         | fine prestito |
| A                | Stefano Beltrame     | Modena              | fine prestito |
| A                | Domenico Berardi     | Sassuolo            | fine prestito |
| A                | Richmond Boakye      | Atalanta            | fine prestito |
| A                | Cristian Bunino      | Pro Vercelli        | fine prestito |
| A                | Alessio Busatta      | Genoa               | fine prestito |
| A                | Davide Cais          | Atalanta            | riscatto compartecipazione                                                                                              |
| A                | Edoardo Ceria        | Den Bosch           | fine prestito |
| A                | Alberto Cerri        |                     | svincolato |
| A                | Simone Condolo       | Udinese             | fine prestito |
| A                | Luca De Panfilis     | San Luigi           | definitivo |
| A                | Manuel De Mitri      | Pro Vercelli        | fine prestito |
| A                | Mbaye Diagne         | Westerlo            | fine prestito |
| A                | Marco Di Benedetto   | Feralpisalò         | fine prestito |
| A                | Anastasios Donis     | Sassuolo            | fine prestito |
| A                | Nicolò Fagioli       | Cremonese           | definitivo |
| A                | Alessandro Faiola    | Bologna             | fine prestito |
| A                | Zoran Josipovic      | Lugano              | fine prestito |
| A                | Eric Lanini          | Palermo             | riscatto compartecipazione                                                                                              |
| A                | Francesco Margiotta  | Real Vicenza        | fine prestito |
| A                | Federico Nacci       | Torino              | fine prestito |
| A                | Hector Otin          | Entella             | fine prestito |
| A                | Stefano Padovan      | Crotone             | fine prestito |
| A                | Cristian Pasquato    | Pescara             | fine prestito |
| A                | Paolo Pinto          | Vicenza             | definitivo |
| A                | Nicolò Pozzebon      | Perugia             | fine prestito |
| A                | Simone Russini       | Paganese            | fine prestito |
| A                | Alessio Sallustio    | Torino              | fine prestito |
| A                | Giorgio Siani        | Atalanta            | definitivo |
| A                | Alhassane Soumah     | Cesena              | fine prestito |
| A                | Mame Thiam           | Lanciano            | fine prestito |
| A                | Mame Thiam           | Lanciano            | riscatto compartecipazione                                                                                              |
| A                | James Troisi         | Zulte Waregem       | fine prestito |
| A                | Christian Varelli    | Borgaro             | fine prestito |

| Cessioni         | Cessioni            | Cessioni            | Cessioni                                                                       |
| R.               | Nome                | a                   | Modalità                                                                       |
| ---------------- | ------------------- | ------------------- | ------------------------------------------------------------------------------ |
| P                | Marco Storari       | Cagliari            | definitivo                                                                     |
| D                | Paolo De Ceglie     | Olympique Marsiglia | prestito (0 milioni €)                                                         |
| D                | Angelo Ogbonna      | West Ham Utd        | definitivo (11 milioni €)                                                      |
| C                | Mauricio Isla       | Olympique Marsiglia | prestito (0 milioni €) con diritto di riscatto (7 milioni €)                   |
| C                | Luca Marrone        | Carpi               | prestito                                                                       |
| C                | Simone Pepe         |                     | svincolato                                                                     |
| C                | Roberto Pereyra     | Udinese             | fine prestito                                                                  |
| C                | Andrea Pirlo        |                     | svincolato                                                                     |
| C                | Rômulo              | Verona              | fine prestito                                                                  |
| C                | Arturo Vidal        | Bayern Monaco       | definitivo (37 milioni €) con bonus (3 milioni €)                              |
| A                | Kingsley Coman      | Bayern Monaco       | prestito biennale (7 milioni €) con diritto di riscatto (21 milioni €)         |
| A                | Fernando Llorente   |                     | risoluzione                                                                    |
| A                | Alessandro Matri    | Milan               | fine prestito                                                                  |
| A                | Carlos Tévez        | Boca Juniors        | definitivo (6,5 milioni €)                                                     |
| Altre operazioni |                     |                     |                                                                                |
| R.               | Nome                | a                   | Modalità                                                                       |
| P                | Francesco Anacoura  | Rimini              | prestito                                                                       |
| P                | Laurențiu Brănescu  | Omonia              | prestito                                                                       |
| P                | Alberto Brignoli    | Sampdoria           | prestito                                                                       |
| P                | Leonardo Citti      | Pontedera           | definitivo                                                                     |
| P                | Filippo Dani        | Udinese             | prestito                                                                       |
| P                | Vincenzo Fiorillo   | Pescara             | prestito con diritto di riscatto e controriscatto                              |
| P                | Alberto Gallinetta  | Cercle Bruges       | prestito                                                                       |
| P                | Nicola Leali        | Frosinone           | prestito                                                                       |
| P                | Andrea Lubbia       | Pro Vercelli        | prestito                                                                       |
| P                | Timothy Nocchi      | Pro Vercelli        | prestito                                                                       |
| P                | Carlo Pinsoglio     | Livorno             | prestito                                                                       |
| P                | Gianmarco Vannucchi | Alessandria         | definitivo                                                                     |
| D                | Nicolò Curti        | Pontedera           | prestito                                                                       |
| D                | Andrea Ferrando     | Pro Vercelli        | prestito                                                                       |
| D                | Pol García          | Como                | prestito con diritto di riscatto e controriscatto                              |
| D                | Edoardo Goldaniga   | Palermo             | risoluzione compartecipazione                                                  |
| D                | Lorenzo Granatiero  | Carpi               | prestito                                                                       |
| D                | Andrea Granzotto    | Vicenza             | prestito                                                                       |
| D                | Matteo Liviero      | Lecce               | prestito                                                                       |
| D                | Stefano Magnati     | Pro Vercelli        | prestito                                                                       |
| D                | Hörður Magnússon    | Cesena              | prestito con obbligo di riscatto                                               |
| D                | Federico Mattiello  | Chievo              | prestito con diritto di riscatto e controriscatto                              |
| D                | Andrea Melani       | Carpi               | prestito                                                                       |
| D                | Alessandro Moretti  | Pro Vercelli        | prestito                                                                       |
| D                | Luca Pecori         | Pro Vercelli        | prestito                                                                       |
| D                | Filippo Penna       | Lanciano            | definitivo                                                                     |
| D                | Matteo Ricci        | Pro Vercelli        | prestito                                                                       |
| D                | Albert Roussos      | Cercle Bruges       | prestito                                                                       |
| D                | Frederik Sørensen   | Colonia             | definitivo (1,6 milioni €)                                                     |
| D                | Andrea Vernero      | Pro Vercelli        | prestito                                                                       |
| D                | Denny Wang          | Carpi               | prestito                                                                       |
| C                | Gabriel Appelt      | Leganés             | prestito                                                                       |
| C                | Lorenzo Benucci     | Prato               | prestito                                                                       |
| C                | Ouasim Bouy         | PEC Zwolle          | prestito                                                                       |
| C                | Marcel Büchel       | Empoli              | prestito con diritto di riscatto                                               |
| C                | Michele Cavion      | Carrarese           | prestito                                                                       |
| C                | Jacopo Ciarmela     | Cesena              | prestito                                                                       |
| C                | Alessandro Conti    | Carpi               | prestito                                                                       |
| C                | Simone Emmanuello   | Atalanta            | risoluzione compartecipazione                                                  |
| C                | Vlad Galatanu       | Pro Vercelli        | prestito                                                                       |
| C                | Elvis Kabashi       | Pontedera           | prestito                                                                       |
| C                | Marco Laneve        | Pro Vercelli        | prestito                                                                       |
| C                | Gregorio Luperini   | Pro Vercelli        | prestito                                                                       |
| C                | Saverio Manfreda    | Pro Vercelli        | prestito                                                                       |
| C                | Francesco Palma     | Pro Vercelli        | prestito                                                                       |
| C                | Fausto Rossi        | Pro Vercelli        | prestito                                                                       |
| C                | Vajebah Sakor       | Westerlo            | prestito biennale                                                              |
| C                | Andrea Schiavone    | Livorno             | prestito                                                                       |
| C                | Vykintas Slivka     | Den Bosch           | prestito                                                                       |
| C                | Giovanni Specchia   | Pro Vercelli        | prestito                                                                       |
| C                | Leonardo Spinazzola | Perugia             | prestito con diritto di riscatto e controriscatto                              |
| C                | Andrea Stocco       | Vicenza             | prestito                                                                       |
| C                | Andrés Tello        | Cagliari            | prestito (1 milioni €) con diritto di riscatto (10 milioni €) e controriscatto |
| C                | Matteo Vitale       | Pro Vercelli        | prestito biennale                                                              |
| A                | Stefano Beltrame    | Pro Vercelli        | prestito                                                                       |
| A                | Domenico Berardi    | Sassuolo            | risoluzione compartecipazione (10 milioni €)                                   |
| A                | Younes Bnou Marzouk | Westerlo            | prestito                                                                       |
| A                | Richmond Boakye     | Atalanta            | risoluzione compartecipazione                                                  |
| A                | Luigi Bresciani     | Pro Vercelli        | prestito                                                                       |
| A                | Sergio Buenacasa    | Real Saragozza      | prestito (0 milioni €)                                                         |
| A                | Mirko Casasanta     | Carpi               | prestito                                                                       |
| A                | Edoardo Ceria       | Atalanta            | risoluzione compartecipazione                                                  |
| A                | Alberto Cerri       | Cagliari            | prestito (1 milioni €) con diritto di riscatto (5 milioni €) e controriscatto  |
| A                | Davide Cirigliano   | Pro Vercelli        | prestito                                                                       |
| A                | Manuel De Mitri     | Pro Vercelli        | prestito                                                                       |
| A                | Marco Di Benedetto  | Lanciano            | definitivo                                                                     |
| A                | Anastasios Dōnīs    | Lugano              | prestito                                                                       |
| A                | Eric Lanini         | Lanciano            | prestito con diritto di riscatto e controriscatto                              |
| A                | Alberto Libertazzi  | Novara              | risoluzione compartecipazione                                                  |
| A                | Carlo Manicone      | Empoli              | definitivo                                                                     |
| A                | Stefano Monteleone  | Pro Vercelli        | prestito                                                                       |
| A                | Federico Naimo      | Pro Vercelli        | prestito                                                                       |
| A                | Stefano Padovan     | Lanciano            | prestito con diritto di riscatto e controriscatto                              |
| A                | Cristian Pasquato   | Livorno             | prestito con diritto di riscatto                                               |
| A                | Lorenzo Rosseti     | Cesena              | prestito con diritto di riscatto e controriscatto                              |
| A                | Simone Russini      | Ternana             | risoluzione compartecipazione                                                  |
| A                | Alessio Sallustio   | Carpi               | definitivo                                                                     |
| A                | Lorenzo Sidella     | Pro Vercelli        | prestito                                                                       |
| A                | Alhassane Soumah    | Videoton            | prestito                                                                       |
| A                | Mame Thiam          | Zulte Waregem       | prestito con diritto di riscatto                                               |

### Sessione invernale(dal 4/1 al 1º/2)
| Acquisti         | Acquisti            | Acquisti            | Acquisti                                         |
| R.               | Nome                | da                  | Modalità                                         |
| ---------------- | ------------------- | ------------------- | ------------------------------------------------ |
| C                | Luca Marrone        | Carpi               | fine prestito                                    |
| Altre operazioni |                     |                     |                                                  |
| R.               | Nome                | da                  | Modalità                                         |
| P                | Alberto Gallinetta  | Cercle Bruges       | fine prestito                                    |
| D                | Pol García          | Como                | fine prestito                                    |
| D                | Lorenzo Granatiero  | Carpi               | fine prestito                                    |
| D                | Andrea Granzotto    | Vicenza             | fine prestito                                    |
| C                | Stefano Barilli     | Reggiana            | fine prestito                                    |
| C                | Rolando Mandragora  | Genoa               | definitivo (6 milioni €) con bonus (6 milioni €) |
| C                | Joss Didiba         | Perugia             | prestito con diritto di riscatto                 |
| C                | Federico Naimo      | Pro Vercelli        | fine prestito                                    |
| C                | Albert Roussos      | Cercle Bruges       | fine prestito                                    |
| C                | Jarno Ruffino       | Alessandria         | fine prestito                                    |
| A                | Stefano Beltrame    | Pro Vercelli        | fine prestito                                    |
| A                | Younes Bnou Marzouk | Westerlo            | fine prestito                                    |
| A                | Simone Condolo      | Pordenone           | fine prestito                                    |
| A                | Alessio Di Massimo  | Sant'Omero Palmense | prestito con diritto di riscatto                 |
| A                | Giacomo Galvagno    | Fossano             | prestito con diritto di riscatto                 |
| A                | Zoran Josipovic     | Lugano              | fine prestito                                    |
| A                | Eric Lanini         | Lanciano            | fine prestito                                    |
| A                | Cristian Pasquato   | Livorno             | fine prestito                                    |
| A                | Mehdi Serroukh      | Modena              | prestito con diritto di riscatto                 |
| A                | Giorgio Siani       | Atalanta            | fine prestito                                    |

| Cessioni         | Cessioni            | Cessioni     | Cessioni                                          |
| R.               | Nome                | a            | Modalità                                          |
| ---------------- | ------------------- | ------------ | ------------------------------------------------- |
| C                | Luca Marrone        | Verona       | prestito                                          |
| Altre operazioni |                     |              |                                                   |
| R.               | Nome                | a            | Modalità                                          |
| P                | Alberto Gallinetta  | Naxxar Lions | prestito                                          |
| D                | Pol García          | Crotone      | prestito con diritto di riscatto e controriscatto |
| D                | Lorenzo Granatiero  | Gavorrano    | prestito                                          |
| D                | Andrea Granzotto    | Montebelluna | definitivo                                        |
| D                | Riccardo Santoro    | Chieri       | prestito                                          |
| C                | Stefano Barilli     | Correggese   | prestito                                          |
| C                | Rolando Mandragora  | Pescara      | prestito                                          |
| C                | Federico Naimo      | Carpi        | prestito                                          |
| C                | Albert Roussos      | Panthrakikos | prestito                                          |
| C                | Jarno Ruffino       | Ivrea        | prestito                                          |
| C                | Mattia Vitale       | Lanciano     | prestito con diritto di riscatto e controriscatto |
| A                | Stefano Beltrame    | Pordenone    | prestito                                          |
| A                | Younes Bnou Marzouk | Angers       | prestito biennale                                 |
| A                | Simone Condolo      | Tricesimo    | definitivo                                        |
| A                | Zoran Josipovic     | Aarau        | prestito                                          |
| A                | Eric Lanini         | Como         | prestito con diritto di riscatto e controriscatto |
| A                | Gianmarco Laurenti  | Perugia      | definitivo                                        |
| A                | Cristian Pasquato   | Pescara      | prestito                                          |
| A                | Giorgio Siani       | Carpi        | prestito                                          |
| A                | King Udoh           | Lanciano     | prestito con diritto di riscatto e controriscatto |

### Operazioni esterne alle sessioni
| Acquisti | Acquisti     | Acquisti            | Acquisti                          |
| R.       | Nome         | da                  | Modalità                          |
| -------- | ------------ | ------------------- | --------------------------------- |
| C        | Mario Lemina | Olympique Marsiglia | riscatto prestito (9,5 milioni €) |

| Cessioni | Cessioni | Cessioni | Cessioni |
| R.       | Nome     | a        | Modalità |
| -------- | -------- | -------- | -------- |

## Risultati

### Serie A

#### Girone di andata
| Arbitro: | Mazzoleni (Bergamo) |

|  |           |             |
|  | Marcatori | 78’ Théréau |

| Arbitro: | Rizzoli (Bologna) |

|                      |           |            |
| Pjanić 61’ Džeko 79’ | Marcatori | 87’ Dybala |

| Arbitro: | Guida (Torre Annunziata) |

|                   |           |            |
| Dybala 83’ (rig.) | Marcatori | 5’ Hetemaj |

| Arbitro: | Valeri (Roma 2) |

|  |           |                                     |
|  | Marcatori | 37’ (aut.) Lamanna 60’ (rig.) Pogba |

| Arbitro: | Cervellera (Taranto) |

|          |           |                 |
| Zaza 50’ | Marcatori | 90+2’ Blanchard |

| Arbitro: | Orsato (Schio) |

|                         |           |            |
| Insigne 26’ Higuaín 62’ | Marcatori | 63’ Lemina |

| Arbitro: | Celi (Bari) |

|                                          |           |            |
| Morata 33’ Dybala 53’ (rig.) Khedira 63’ | Marcatori | 5’ Mounier |

| Milano 18 ottobre 2015, ore 20:45 CEST 8ª giornata | Inter         | 0 – 0 referto | Juventus | Stadio Giuseppe Meazza (79 154 spett.)\| Arbitro: \| Valeri (Roma) \| |
| Arbitro:                                           | Valeri (Roma) |               |          |                                                                       |

| Arbitro: | Di Bello (Brindisi) |

|                          |           |  |
| Dybala 28’ Mandžukić 49’ | Marcatori |  |

| Arbitro: | Gervasoni (Mantova) |

|             |           |  |
| Sansone 20’ | Marcatori |  |

| Arbitro: | Rocchi (Firenze) |

|                          |           |          |
| Pogba 19’ Cuadrado 90+3’ | Marcatori | 51’ Bovo |

| Arbitro: | Massa (Imperia) |

|               |           |                                   |
| Maccarone 19’ | Marcatori | 32’ Mandžukić 38’ Evra 84’ Dybala |

| Arbitro: | Mazzoleni (Bergamo) |

|            |           |  |
| Dybala 65’ | Marcatori |  |

| Arbitro: | Valeri (Roma 2) |

|  |           |                                      |
|  | Marcatori | 54’ Mandžukić 89’ Sturaro 90+3’ Zaza |

| Arbitro: | Banti (Livorno) |

|  |           |                                 |
|  | Marcatori | 7’ (aut.) Gentiletti 32’ Dybala |

| Arbitro: | Orsato (Schio) |

|                                        |           |                  |
| Cuadrado 6’ Mandžukić 80’ Dybala 90+1’ | Marcatori | 3’ (rig.) Iličić |

| Arbitro: | Giacomelli (Trieste) |

|                                    |           |                              |
| Borriello 15’ Bonucci 90+2’ (aut.) | Marcatori | 18’, 41’ Mandžukić 50’ Pogba |

| Arbitro: | Calvarese (Teramo) |

|                                |           |  |
| Dybala 8’ Bonucci 45’ Zaza 82’ | Marcatori |  |

| Arbitro: | Mazzoleni (Bergamo) |

|             |           |                       |
| Cassano 64’ | Marcatori | 17’ Pogba 46’ Khedira |

#### Girone di ritorno
| Arbitro: | Rocchi (Firenze) |

|  |           |                                                    |
|  | Marcatori | 15’, 26’ (rig.) Dybala 18’ Khedira 42’ Alex Sandro |

| Arbitro: | Banti (Livorno) |

|            |           |  |
| Dybala 77’ | Marcatori |  |

| Arbitro: | Doveri (Roma 1) |

|  |           |                                          |
|  | Marcatori | 6’, 40’ Morata 61’ Alex Sandro 67’ Pogba |

| Arbitro: | Russo (Nola) |

|                    |           |  |
| De Maio 30’ (aut.) | Marcatori |  |

| Arbitro: | Massa (Imperia) |

|  |           |                           |
|  | Marcatori | 73’ Cuadrado 90+1’ Dybala |

| Arbitro: | Orsato (Schio) |

|          |           |  |
| Zaza 88’ | Marcatori |  |

| Bologna 19 febbraio 2016, ore 20:45 CET 26ª giornata | Bologna          | 0 – 0 referto | Juventus | Stadio Renato Dall'Ara (29 463 spett.)\| Arbitro: \| Irrati (Pistoia) \| |
| Arbitro:                                             | Irrati (Pistoia) |               |          |                                                                          |

| Arbitro: | Rocchi (Firenze) |

|                               |           |  |
| Bonucci 47’ Morata 84’ (rig.) | Marcatori |  |

| Arbitro: | Valeri (Roma 2) |

|  |           |                         |
|  | Marcatori | 24’ Barzagli 86’ Lemina |

| Arbitro: | Celi (Bari) |

|            |           |  |
| Dybala 36’ | Marcatori |  |

| Arbitro: | Rizzoli (Bologna) |

|                    |           |                                       |
| Belotti 48’ (rig.) | Marcatori | 33’ Pogba 42’ Khedira 63’, 76’ Morata |

| Arbitro: | Calvarese (Teramo) |

|               |           |  |
| Mandžukić 44’ | Marcatori |  |

| Arbitro: | Orsato (Schio) |

|          |           |                         |
| Alex 18’ | Marcatori | 27’ Mandžukić 65’ Pogba |

| Arbitro: | Giacomelli (Trieste) |

|                                               |           |  |
| Khedira 10’ Pogba 71’ Cuadrado 74’ Padoin 89’ | Marcatori |  |

| Arbitro: | Mazzoleni (Bergamo) |

|                                      |           |  |
| Mandžukić 39’ Dybala 52’ (rig.), 64’ | Marcatori |  |

| Arbitro: | Tagliavento (Terni) |

|             |           |                          |
| Kalinić 81’ | Marcatori | 39’ Mandžukić 83’ Morata |

| Arbitro: | Irrati (Pistoia) |

|                       |           |  |
| Hernanes 42’ Zaza 80’ | Marcatori |  |

| Arbitro: | Maresca (Napoli) |

|                             |           |                     |
| Toni 43’ (rig.) Viviani 55’ | Marcatori | 90+4’ (rig.) Dybala |

| Arbitro: | Gavillucci (Latina) |

|                                                          |           |  |
| Evra 6’ Dybala 15’ (rig.), 37’ Chiellini 77’ Bonucci 85’ | Marcatori |  |

### Coppa Italia

#### Fase finale
| Arbitro: | Doveri (Roma 1) |

|                                    |           |  |
| Zaza 28’, 51’ Dybala 73’ Pogba 82’ | Marcatori |  |

| Arbitro: | Damato (Barletta) |

|  |           |                  |
|  | Marcatori | 66’ Lichtsteiner |

| Arbitro: | Tagliavento (Terni) |

|                                   |           |  |
| Morata 36’ (rig.), 63’ Dybala 84’ | Marcatori |  |

| Arbitro: | Gervasoni (Mantova) |

|                                      |                      |                                    |
| Brozović 17’, 82’ (rig.) Perišić 49’ | Marcatori            |                                    |
| Brozović Palacio Manaj Nagatomo      | Tiri di rigore 3 – 5 | Barzagli Zaza Morata Pogba Bonucci |

| Arbitro: | Rocchi (Firenze) |

|  |           |             |
|  | Marcatori | 110’ Morata |

### UEFA Champions League

#### Fase a gironi
| Arbitro: | Skomina |

|                      |           |                          |
| Chiellini 57’ (aut.) | Marcatori | 70’ Mandžukić 81’ Morata |

| Arbitro: | Eriksson |

|                     |           |  |
| Morata 41’ Zaza 87’ | Marcatori |  |

| Torino 21 ottobre 2015, ore 20:45 CEST 3ª giornata | Juventus | 0 – 0 referto | Borussia M'gladbach | Juventus Stadium (40 940 spett.)\| Arbitro: \| Thomson \| |
| Arbitro:                                           | Thomson  |               |                     |                                                           |

| Arbitro: | Kuipers |

|             |           |                  |
| Johnson 18’ | Marcatori | 44’ Lichtsteiner |

| Arbitro: | Brych |

|               |           |  |
| Mandžukić 18’ | Marcatori |  |

| Arbitro: | Marciniak |

|              |           |  |
| Llorente 65’ | Marcatori |  |

#### Fase a eliminazione diretta
| Arbitro: | Atkinson |

|                        |           |                       |
| Dybala 63’ Sturaro 76’ | Marcatori | 43’ Müller 55’ Robben |

| Arbitro: | Eriksson |

|                                                               |           |                       |
| Lewandowski 73’ Müller 90+1’ Thiago Alcántara 108’ Coman 110’ | Marcatori | 5’ Pogba 28’ Cuadrado |

### Supercoppa italiana
| Arbitro: | Banti (Livorno) |

|                          |           |  |
| Mandžukić 69’ Dybala 73’ | Marcatori |  |

## Statistiche

### Statistiche di squadra
Statistiche aggiornate al 21 maggio 2016.
| Competizione          | Punti | In casa | In casa | In casa | In casa | In casa | In casa | In trasferta | In trasferta | In trasferta | In trasferta | In trasferta | In trasferta | Totale | Totale | Totale | Totale | Totale | Totale | D.R. |
| Competizione          | Punti | G       | V       | N       | P       | Gf      | Gs      | G            | V            | N            | P            | Gf           | Gs           | G      | V      | N      | P      | Gf     | Gs     | D.R. |
| --------------------- | ----- | ------- | ------- | ------- | ------- | ------- | ------- | ------------ | ------------ | ------------ | ------------ | ------------ | ------------ | ------ | ------ | ------ | ------ | ------ | ------ | ---- |
| Serie A               | 91    | 19      | 16      | 2       | 1       | 37      | 6       | 19           | 13           | 2            | 4            | 38           | 14           | 38     | 29     | 4      | 5      | 75     | 20     | +55  |
| Coppa Italia          | -     | 2       | 2       | 0       | 0       | 7       | 0       | 3            | 2            | 0            | 1            | 2            | 3            | 5      | 4      | 0      | 1      | 9      | 3      | +6   |
| UEFA Champions League | -     | 4       | 2       | 2       | 0       | 5       | 2       | 4            | 1            | 1            | 2            | 5            | 7            | 8      | 3      | 3      | 2      | 10     | 9      | +1   |
| Supercoppa italiana   | -     | 0       | 0       | 0       | 0       | 0       | 0       | 0            | 0            | 0            | 0            | 0            | 0            | 1      | 1      | 0      | 0      | 2      | 0      | +2   |
| Totale                | -     | 25      | 20      | 4       | 1       | 49      | 8       | 26           | 16           | 3            | 7            | 45           | 24           | 52     | 37     | 7      | 8      | 96     | 32     | +64  |

### Andamento in campionato
| Giornata  | 1  | 2  | 3  | 4  | 5  | 6  | 7  | 8  | 9  | 10 | 11 | 12 | 13 | 14 | 15 | 16 | 17 | 18 | 19 | 20 | 21 | 22 | 23 | 24 | 25 | 26 | 27 | 28 | 29 | 30 | 31 | 32 | 33 | 34 | 35 | 36 | 37 | 38 |
| --------- | -- | -- | -- | -- | -- | -- | -- | -- | -- | -- | -- | -- | -- | -- | -- | -- | -- | -- | -- | -- | -- | -- | -- | -- | -- | -- | -- | -- | -- | -- | -- | -- | -- | -- | -- | -- | -- | -- |
| Luogo     | C  | T  | C  | T  | C  | T  | C  | T  | C  | T  | C  | T  | C  | T  | T  | C  | T  | C  | T  | T  | C  | T  | C  | T  | C  | T  | C  | T  | C  | T  | C  | T  | C  | C  | T  | C  | T  | C  |
| Risultato | P  | P  | N  | V  | N  | P  | V  | N  | V  | P  | V  | V  | V  | V  | V  | V  | V  | V  | V  | V  | V  | V  | V  | V  | V  | N  | V  | V  | V  | V  | V  | V  | V  | V  | V  | V  | P  | V  |
| Posizione | 12 | 16 | 16 | 13 | 13 | 15 | 12 | 14 | 11 | 12 | 10 | 7  | 6  | 5  | 5  | 4  | 4  | 4  | 2  | 2  | 2  | 2  | 2  | 2  | 1  | 1  | 1  | 1  | 1  | 1  | 1  | 1  | 1  | 1  | 1  | 1  | 1  | 1  |

Fonte:  Serie A – Classifiche, su legaseriea.it. URL consultato il 24 agosto 2015 (archiviato dall'url originale il 12 giugno 2018).
Legenda:

Luogo: C = Casa; T = Trasferta. Risultato: V = Vittoria; N = Pareggio; P = Sconfitta.

### Statistiche dei giocatori
Sono in corsivo i calciatori che hanno lasciato la società a stagione in corso.
| Giocatore       | Serie A  | Serie A | Serie A     | Serie A    | Coppa Italia | Coppa Italia | Coppa Italia | Coppa Italia | UEFA Champions League | UEFA Champions League | UEFA Champions League | UEFA Champions League | Supercoppa italiana | Supercoppa italiana | Supercoppa italiana | Supercoppa italiana | Totale   | Totale | Totale      | Totale     |
| Giocatore       | Presenze | Reti    | Ammonizioni | Espulsioni | Presenze     | Reti         | Ammonizioni  | Espulsioni   | Presenze              | Reti                  | Ammonizioni           | Espulsioni            | Presenze            | Reti                | Ammonizioni         | Espulsioni          | Presenze | Reti   | Ammonizioni | Espulsioni |
| --------------- | -------- | ------- | ----------- | ---------- | ------------ | ------------ | ------------ | ------------ | --------------------- | --------------------- | --------------------- | --------------------- | ------------------- | ------------------- | ------------------- | ------------------- | -------- | ------ | ----------- | ---------- |
| K. Asamoah      | 11       | 0       | 1           | 0          | 2            | 0            | 0            | 0            | 0                     | 0                     | 0                     | 0                     | 0                   | 0                   | 0                   | 0                   | 13       | 0      | 1           | 0          |
| A. Barzagli     | 31       | 1       | 2           | 0          | 2            | 0            | 1            | 0            | 8                     | 0                     | 0                     | 0                     | 1                   | 0                   | 0                   | 0                   | 42       | 1      | 3           | 0          |
| L. Bonucci      | 36       | 3       | 6           | 0          | 4            | 0            | 2            | 0            | 8                     | 0                     | 1                     | 0                     | 1                   | 0                   | 0                   | 0                   | 49       | 3      | 9           | 0          |
| G. Buffon       | 35       | -17     | 1           | 0          | 0            | -0           | 0            | 0            | 8                     | -9                    | 0                     | 0                     | 1                   | -0                  | 0                   | 0                   | 44       | -26    | 1           | 0          |
| M. Cáceres      | 6        | 0       | 0           | 0          | 2            | 0            | 0            | 0            | 0                     | 0                     | 0                     | 0                     | 1                   | 0                   | 0                   | 0                   | 9        | 0      | 0           | 0          |
| G. Chiellini    | 24       | 1       | 4           | 1          | 4            | 0            | 2            | 0            | 6                     | 0                     | 1                     | 0                     | 0                   | 0                   | 0                   | 0                   | 34       | 1      | 7           | 1          |
| K. Coman        | 1        | 0       | 0           | 0          | 0            | 0            | 0            | 0            | 0                     | 0                     | 0                     | 0                     | 1                   | 0                   | 0                   | 0                   | 2        | 0      | 0           | 0          |
| J. Cuadrado     | 28       | 4       | 2           | 0          | 4            | 0            | 1            | 0            | 8                     | 1                     | 1                     | 0                     | 0                   | 0                   | 0                   | 0                   | 40       | 5      | 4           | 0          |
| P. Dybala       | 34       | 19      | 1           | 0          | 4            | 2            | 1            | 0            | 7                     | 1                     | 1                     | 0                     | 1                   | 1                   | 0                   | 0                   | 46       | 23     | 3           | 0          |
| P. Evra         | 26       | 2       | 5           | 1          | 2            | 0            | 0            | 0            | 6                     | 0                     | 0                     | 0                     | 1                   | 0                   | 0                   | 0                   | 35       | 2      | 5           | 1          |
| A. Favilli      | 1        | 0       | 0           | 0          | 0            | 0            | 0            | 0            | 0                     | 0                     | 0                     | 0                     | 0                   | 0                   | 0                   | 0                   | 1        | 0      | 0           | 0          |
| Hernanes        | 14       | 1       | 6           | 0          | 3            | 0            | 0            | 0            | 5                     | 0                     | 0                     | 1                     | 0                   | 0                   | 0                   | 0                   | 22       | 1      | 6           | 1          |
| M. Isla         | 1        | 0       | 0           | 0          | 0            | 0            | 0            | 0            | 0                     | 0                     | 0                     | 0                     | 0                   | 0                   | 0                   | 0                   | 1        | 0      | 0           | 0          |
| S. Khedira      | 20       | 5       | 3           | 1          | 1            | 0            | 0            | 0            | 4                     | 0                     | 1                     | 0                     | 0                   | 0                   | 0                   | 0                   | 25       | 5      | 4           | 1          |
| M. Lemina       | 10       | 2       | 4           | 0          | 2            | 0            | 1            | 0            | 1                     | 0                     | 0                     | 0                     | 0                   | 0                   | 0                   | 0                   | 13       | 2      | 5           | 0          |
| S. Lichtsteiner | 26       | 0       | 5           | 0          | 5            | 1            | 0            | 0            | 5                     | 1                     | 1                     | 0                     | 1                   | 0                   | 0                   | 0                   | 37       | 2      | 6           | 0          |
| F. Llorente     | 1        | 0       | 0           | 0          | 0            | 0            | 0            | 0            | 0                     | 0                     | 0                     | 0                     | 1                   | 0                   | 0                   | 0                   | 2        | 0      | 0           | 0          |
| M. Mandžukić    | 27       | 10      | 5           | 0          | 3            | 0            | 0            | 0            | 5                     | 2                     | 0                     | 0                     | 1                   | 1                   | 0                   | 0                   | 36       | 13     | 5           | 0          |
| C. Marchisio    | 23       | 0       | 8           | 0          | 3            | 0            | 1            | 0            | 5                     | 0                     | 1                     | 0                     | 1                   | 0                   | 0                   | 0                   | 32       | 0      | 10          | 0          |
| Á. Morata       | 34       | 7       | 6           | 0          | 5            | 3            | 1            | 0            | 8                     | 2                     | 2                     | 0                     | 0                   | 0                   | 0                   | 0                   | 47       | 12     | 9           | 0          |
| N. Neto         | 3        | -3      | 0           | 0          | 5            | -3           | 0            | 0            | 0                     | -0                    | 0                     | 0                     | 0                   | -0                  | 0                   | 0                   | 8        | -6     | 0           | 0          |
| S. Padoin       | 12       | 1       | 2           | 0          | 2            | 0            | 0            | 0            | 0                     | 0                     | 0                     | 0                     | 0                   | 0                   | 0                   | 0                   | 14       | 1      | 2           | 0          |
| R. Pereyra      | 13       | 0       | 0           | 0          | 0            | 0            | 0            | 0            | 2                     | 0                     | 1                     | 0                     | 1                   | 0                   | 0                   | 0                   | 16       | 0      | 1           | 0          |
| P. Pogba        | 35       | 8       | 10          | 0          | 5            | 1            | 2            | 0            | 8                     | 1                     | 0                     | 0                     | 1                   | 0                   | 0                   | 0                   | 49       | 10     | 12          | 0          |
| Rubinho         | 0        | -0      | 0           | 1          | 0            | -0           | 0            | 0            | 0                     | -0                    | 0                     | 0                     | 0                   | -0                  | 0                   | 0                   | 0        | -0     | 0           | 1          |
| D. Rugani       | 17       | 0       | 2           | 0          | 3            | 0            | 1            | 0            | 1                     | 0                     | 0                     | 0                     | 0                   | 0                   | 0                   | 0                   | 21       | 0      | 3           | 0          |
| Alex Sandro     | 22       | 2       | 6           | 1          | 5            | 0            | 0            | 0            | 5                     | 0                     | 1                     | 0                     | 0                   | 0                   | 0                   | 0                   | 32       | 2      | 7           | 1          |
| S. Sturaro      | 19       | 1       | 6           | 0          | 2            | 0            | 1            | 0            | 6                     | 1                     | 3                     | 0                     | 1                   | 0                   | 0                   | 0                   | 28       | 2      | 10          | 0          |
| S. Zaza         | 19       | 5       | 6           | 1          | 3            | 2            | 3            | 0            | 2                     | 1                     | 0                     | 0                     | 0                   | 0                   | 0                   | 0                   | 24       | 8      | 9           | 1          |

## Giovanili

### Organigramma
Area direttiva
- Responsabile settore giovanile: Stefano Braghin

Area organizzativa
- Segretario settore giovanile: Massimiliano Mazzetta
- Team manager squadra Primavera: Gianluca Pessotto

Area sportiva
- Direttore sportivo settore giovanile: Moreno Zocchi
- Direttore sportivo squadra Primavera: Federico Cherubini
- Piemonte chief scout: Claudio Sclosa
- Italy chief scout: Roberto Marta
- Foreign countries chief scout: Javier Ribalta

Area tecnica
- Responsabile attività di base: Luigi Milani
- Coordinatore tecnico attività di base: Antonio Marchio
- Allenatore squadra Primavera: Fabio Grosso
- Allenatore squadra Under-17 Serie A-B: Felice Tufano
- Allenatore squadra Under-15: Davide Cei

Area sanitaria
- Responsabile medico settore giovanile: Stefano Suraci

### Piazzamenti
- Primavera:
  - Campionato Primavera: finale[159]
  - Coppa Italia: finale[160]
  - UEFA Youth League: fase a gironi[161]
  - Torneo di Viareggio: vincitrice[162]
  - Trofeo Dossena: semifinale[163]
- Under-17:
  - Campionato Nazionale Under-17 Serie A-B: semifinale[164]
- Under-15:
  - Campionato Nazionale Under-15: sedicesimi di finale[165]